# Provincia de Bordj Bou Arréridj
Bordj Bou Arréridj (en árabe: ولاية برج بوعريريج) es una provincia del este de Argelia, a más o menos 200 km de distancia de la capital, Argel. Su área es de 4.115 km² y tiene una población de 634.396 habitantes (2008). Su capital es Bordj Bou Arréridj. Otras ciudades son: Bir-Kasd-Ali y Glela. Está situada en los Altiplanos argelinos. Solamente el extremo norte forma parte de la Pequeña Cabilia. 

## Municipios con población de abril de 2008
- Aïn Taghrout 12,906
- Aïn Tesra 9,570
- Belimour 11,019
- Ben Daoud 11,632
- Bir Kasdali 14,768
- Bordj Bou Arreridj 168,346
- Bordj Ghedir 26,042
- Bordj Zemoura 10,296
- Colla 6,123
- Djaafra 7,998
- El Ach 17,140
- El Achir 23,101
- El Anceur 14,739
- El Hamadia 24,949
- El Main 6,237
- El M'hir 17,492
- Ghilassa 11,044
- Haraza 5,569
- Hasnaoua 19,485
- Khelil 26,037
- Ksour 11,814
- Mansoura 21,280
- Medjana 22,402
- Ouled Brahim 7,874
- Ouled Dahmane 16,501
- Ouled Sidi Brahim 2,705
- Rabta 11,012
- Ras El Oued 51,482
- Sidi Embarek 11,641
- Taglait 5,008
- Tassameurt 4,134
- Tefreg 2,164
- Teniet En Nasr 5,775
- Tixter 10,190